# Pseudartonis lobata
Pseudartonis lobata là một loài nhện trong họ Araneidae.
Loài này thuộc chi Pseudartonis. Pseudartonis lobata được Eugène Simon miêu tả năm 1909.